# Gliese 436
Gliese 436 (auch GJ 436) ist ein Roter Zwerg in einer Entfernung von 9,76 Parsec (etwa 32 Lichtjahre) im Sternbild Löwe. Der Stern wird von einem Exoplaneten mit der Bezeichnung Gliese 436 b umrundet. Außerdem wurde im Juli 2012 die Entdeckung eines weiteren Exoplaneten mit der Bezeichnung Gliese 436 c verkündet, welcher jedoch nicht bestätigt werden konnte.
Gliese 436 gehört der Spektralklasse M3 V an. Trotz seiner relativen Nähe zur Sonne ist Gliese 436 daher mit einer scheinbaren Helligkeit von nur 10,67 mag relativ leuchtschwach und kann mit bloßem Auge nicht gesehen werden. Der Stern ist vermutlich älter als unsere Sonne, seine Oberflächentemperatur ist mit etwa 3700 K um einiges geringer; außerdem zeigt der Stern nur eine geringe magnetische Aktivität in seiner Chromosphäre.